# Dalton Baldwin
Dalton Baldwin (* 19. Dezember 1931 in Summit (New Jersey, USA); † 12. Dezember 2019 in Kunming/Yunnan, Volksrepublik China) war ein US-amerikanischer Pianist.

## Leben und Wirken
Er studierte an der Juilliard School of Music und am Oberlin College. Danach ging er nach Frankreich und vertiefte seine Kenntnisse bei Nadia Boulanger und Madeleine Lipatti; er frequentierte die Klavierklassen von Walter Gieseking und Alfred Cortot. Baldwin galt als unbestrittener Spezialist der französischen Musik, zeichnete sich daneben aber auch in russischen, spanischen und amerikanischen Repertoires aus. Er war Begleiter vieler herausragender Instrumentalisten, Sänger und Sängerinnen. Ab 1954 war er in der Nachfolge von Jacqueline Bonneau über 30 Jahre hinweg alleiniger Liedbegleiter des französischen Baritons Gérard Souzay, mit dem er auch persönlich eng verbunden war. Neben seiner jährlichen Teilnahme an der Nationalen Sommerakademie in Nizza gab er Meisterkurse in Genf, an der Manhattan School of Music, in Princeton sowie in Korea und Japan. Er war Professor für Begleitung und Coaching am Westminster Choir College. 
Wiederholt erhielt er hohe Auszeichnungen, das Oberlin College verlieh ihm einen Ehrendoktor, und von der französischen Regierung wurde er zum Ritter des Ordre des Arts et des Lettres ernannt. Der monegassische Ordre du Mérite culturel wurde ihm am 18. November 2013 verliehen.
Dalton Baldwin ist am 12. Dezember 2019, eine Woche vor seinem 88. Geburtstag, in Kunming, der Hauptstadt der Provinz Yunnan (China), gestorben.
| Personendaten    | Personendaten            |
| ---------------- | ------------------------ |
| NAME             | Baldwin, Dalton          |
| KURZBESCHREIBUNG | amerikanischer Pianist   |
| GEBURTSDATUM     | 19. Dezember 1931        |
| GEBURTSORT       | Summit (New Jersey, USA) |
| STERBEDATUM      | 12. Dezember 2019        |
| STERBEORT        | Kunming                  |